# 弗莱希廷根
弗莱希廷根是德国萨克森-安哈尔特州的一个市镇。总面积73.52平方公里，总人口2776人，其中男性1379人，女性1397人（2011年12月31日），人口密度38人/平方公里。